# Aymar-Claude de Nicolaÿ
Aymar-Claude de Nicolaÿ est un ecclésiastique, né le 5 août 1738 à Paris où il est décédé le 24 janvier 1815.
Il fut le dernier évêque de Béziers de l'Ancien Régime, de 1771 à 1790.

## Biographie
Aymar-Claude est issu de la famille de Nicolaÿ, il est le fils d'Aymar Jean (1709-1785), marquis de Goussainville, premier président de la Chambre des comptes de Paris et de Madeleine Charlotte de Vintimille (1715-1767). Il est le neveu d'Aymar-Chrétien-François de Nicolaÿ l'évêque de Verdun.   
Dès 1758, il est chanoine de Notre-Dame de Paris, puis vicaire général de son oncle dans le diocèse de Verdun puis en 1766 dernier abbé commendataire de Saint-Sauveur-le-Vicomte dans le diocèse de Coutances et vicaire général de l'archidiocèse de Reims avant d'être nommé par le roi évêque de Béziers en 1771, confirmé le 13 novembre et consacré par l'archevêque de Reims. Bien que riche et généreux il ne parvient pas à se faire apprécier dans son diocèse. 
Après la promulgation de la Constitution civile du clergé, il refuse de prêter le serment et il est remplacé par Dominique Pouderous évêque constitutionnel du département de l'Hérault avant d'émigrer en 1792. À la suite de la signature du concordat de 1801 il aurait manifesté sa volonté de se démettre dans deux lettres adressées de Florence le 29 août au comte de Provence et le 7 octobre au pape Pie VII via Lorenzo Caleppi. On considère néanmoins qu'il ne résigne son siège qu'en 1805. Il demeure toutefois à l'étranger et ne rentre en France que lors de la Première Restauration. Il meurt à Paris le 24 janvier 1815.